# نيسان 180 إس إكس
نيسان 180 إس إكس هي سيارة من صناعة نيسان موتورز أنتجت في 1988م.